# Patera de Séphora
Tipporah Patera
Pour les articles homonymes, voir Séphora.
La patera de Séphora (désignation internationale : Tipporah Patera) est une patera située sur Vénus dans le quadrangle de Bell Regio. Elle a été nommée en référence à Séphora, érudite hébreuse en médecine (1500 AEC).